# Benešovský potok (přítok Sázavy)
Benešovský potok je levostranný přítok řeky Sázavy v okrese Benešov ve Středočeském kraji. Délka jeho toku činí 17,8 km. Plocha povodí měří 80,7 km².

## Průběh toku
Pramení zhruba 4 kilometry východně od města Bystřice v okrese Benešov. Po celé své délce teče převážně severním směrem. Ústí zleva do Sázavy na jejím 32,1 říčním kilometru u Čerčan.

### Větší přítoky
- Pozovský potok je pravostranný přítok, jehož délka činí 3,6 km.[3] Do Benešovského potoka se vlévá na 13,6 říčním kilometru.[3]
- Budkovský potok je pravostranný přítok, jehož délka činí 3,1 km.[3] Do Benešovského potoka se vlévá na 13,2 říčním kilometru.[3]
- Myslíčský potok je pravostranný přítok, jehož délka činí 2,7 km.[3] Do Benešovského potoka se vlévá na 10,9 říčním kilometru.[3]
- Boušický potok je pravostranný přítok, jehož délka činí 3,6 km.[4] Do Benešovského potoka se vlévá na 8,1 říčním kilometru.[4]
- Baba je levostranný přítok, jehož délka činí 2,1 km.[4][pozn 1] Do Benešovského potoka se vlévá na 7,5 říčním kilometru.[4]
- Okrouhlický potok, zprava, ř. km 6,1[4]
- Muřetín je levostranný přítok, jehož délka činí 0,8 km.[5] Do Benešovského potoka se vlévá na 5,1 říčním kilometru.[5]
- Žíňanský potok je pravostranný přítok, jehož délka činí 2,1 km.[6] Do Benešovského potoka se vlévá na 3,9 říčním kilometru.[6]
- Medunský potok je pravostranný přítok, jehož délka činí 6,2 km.[6] Do Benešovského potoka se vlévá na 0,2 říčním kilometru.[6]

### Místní názvy
- "Smradlák" – kvůli nevyčištěné vodě[7]

## Vodní režim

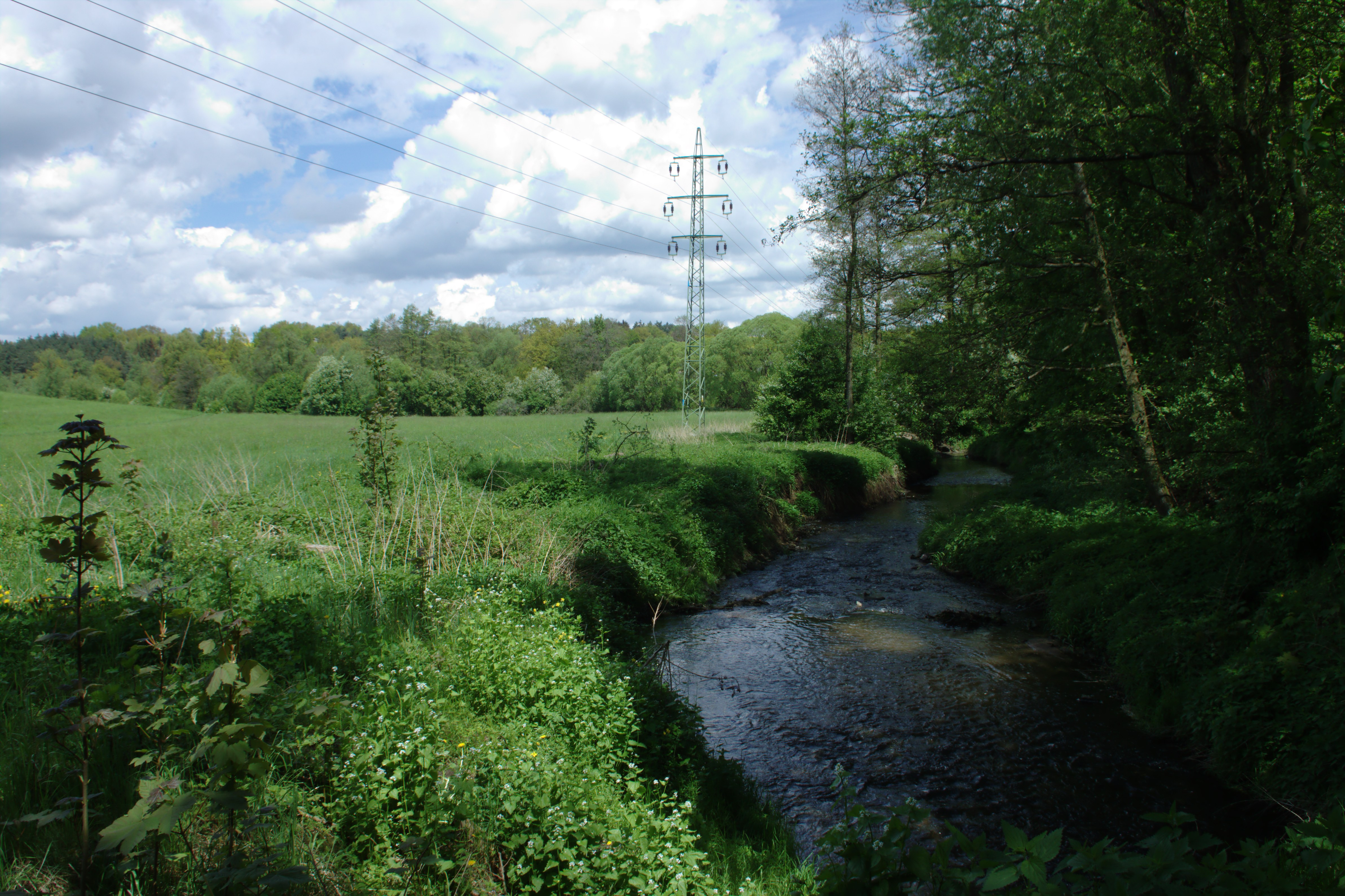
Benešovský potok nad soutokem s Okrouhlickým potokem

Průměrný průtok u ústí činí 0,33 m³/s.
M-denní průtoky u ústí:
| M [dní]  | Q30  | Q60  | Q90  | Q120 | Q150 | Q180 | Q210 | Q240 | Q270 | Q300 | Q330 | Q355 | Q364 |
| -------- | ---- | ---- | ---- | ---- | ---- | ---- | ---- | ---- | ---- | ---- | ---- | ---- | ---- |
| Q [m³/s] | 0,74 | 0,53 | 0,41 | 0,34 | 0,28 | 0,24 | 0,20 | 0,17 | 0,14 | 0,11 | 0,08 | 0,05 | 0,02 |